# لینگرهان
لینگرهان (به آلمانی: Lingerhahn) یک شهر در آلمان است که در راین-هونسروک واقع شده‌است. لینگرهان ۴۹۸ نفر جمعیت دارد.